# Dschabrīya
Dschabrīya (arabisch جبرية, DMG Ǧabrīya ‚Leute des Zwangs‘) bzw. Mudschbira oder Mudschabbira (مجبرة / Muǧbira, Muǧabbira / ‚Zwinger‘) ist eine herabsetzende Bezeichnung, die von verschiedenen islamischen Gruppierungen verwendet wurde bzw. wird, um die Anhänger von Lehren der Prädestination und des Determinismus, die sie für falsch halten, zu kennzeichnen. Es handelt sich also nicht um eine abgegrenzte Theologenschule. Der Begriff ist von dem arabischen Wort ǧabr abgeleitet, das die Bedeutung von „Zwang, Nötigung, Gewalt, unabänderliche Fügung des Schicksals“ hat. Die Anhänger werden Dschabriten genannt.
Die Aschʿariten verwendeten den Begriff Dschabrīya vor allem für die Anhänger des Dschahm bin Safwan (gest. um 746). Ihre eigene Lehre betrachten sie als eine Kompromissposition zwischen Qadarīya und Dschabrīya. Muʿtaziliten und Maturiditen sahen dagegen die Aschʿariten als Dschabrīya an, weil sie ihrer Meinung nach die richtige Lehre vom Freien Willen ablehnten.
Die Zwölfer-Schia griffen eher auf den Begriff Mudschabbira zurück und wandten ihn nicht nur auf Aschʿariten, sondern auch auf Hanbaliten an. Das deterministische Weltbild der
Dschabrīya bzw. Mudschabbira wird vor allem im Kitāb an-Naqḍ, einer persischen anti-sunnitischen Streitschrift aus den 1160er Jahren, kritisiert. Laut dem Kitāb an-Naqḍ hat der Mensch bei der Dschabrīya weder einen freien Willen (iḫtiyār) noch die eigentliche Macht zu einer Tat. Er ist nur ein Körper mit einem bereits in der Urewigkeit bestimmten Schicksal. Gott ist der eigentlich Handelnde, der Mensch nur Ort des Geschehens.

## Belege
1. ↑  Josef van Ess: Der Eine und das Andere: Beobachtungen an islamischen häresiographischen Texten. Bd. I. De Gruyter, Berlin, 2011. S. 1245 (Auszug in der Google-Buchsuche)
2. ↑  Vgl. Watt: "Djabriyya" in EI² Bd. II, S. 365a.
3. ↑  Vgl. Heidari-Abkenar: Die ideologische und politische Konfrontation Schia-Sunna. 1992, S. 176.
4. ↑  Vgl. Heidari-Abkenar: Die ideologische und politische Konfrontation Schia-Sunna. 1992, S. 182f.